# Christopher Theofanidis
Christopher Theofanidis (* 18. Dezember 1967 in Dallas) ist ein US-amerikanischer Komponist.
Sein Rainbow Body (2000), eine Fantasie nach einem Motiv von Hildegard von Bingen wurde die Gewinnerkomposition 2003 des internationalen Kompositionswettbewerbs “Masterprize”.
2022 wurde Theofanidis in die American Academy of Arts and Letters gewählt.

## Werkauswahl (neueste zuoberst)
- Symphony (2009)
- Idyllwild Crown (2008), for orchestra
- Concerto (2008), for violin and orchestra
- Muse (2007), for strings and harpsichord
- The Refuge (2007), for soloists, chorus, orchestra, and several non-Western ensembles
- Concerto (2006), for piano and chamber orchestra
- The Here and Now (2005), for soloists, chorus, and orchestra
- I Saw a New Heaven (2004), for marimba
- Concerto (2003), for viola and chamber orchestra
- Artemis (2003), ballet
- The Thirteen Clocks (2002), opera
- Peace, Love, Light YOUMEONE (2002), for string orchestra
- Lightning, with life, in four colors comes down (2002), for viola and chamber orchestra
- The Cows of Apollo (2001) or The Invention of Music, opera
- Concerto (1997/2002), for bassoon and chamber orchestra
- Rainbow Body (2000), for orchestra
- O Vis Aeternitatis (1999), for string quartet and piano
- Song of Elos (1999), for soprano, string quartet, and piano
- Flourishes (1998), for orchestra
- Flow, my tears (1997), for solo violin
- Visions and Miracles (1997), for string quartet
- As Dancing is to Architecture (1996), for orchestra
- Metaphysica (1996), for orchestra
- Ariel Ascending (1995), for string quartet
- This dream, strange and moving (1995), for orchestra
- Concerto (1995), for alto saxophone and orchestra
- Kaoru (1994), for two flutes
- Statues (1992), for solo piano
- Raga (1992), for flute, clarinet, violin, 'cello, piano, and two percussion